# V Pay
V Pay è una carta di debito SEPA (Single Euro Payments Area) utilizzata in Europa e distribuita da Visa Europe.
Utilizza il sistema EMV chip e PIN, può essere co-marcata con vari sistemi di carte di debito nazionali, come il sistema Girocard o PagoBancomat.
Il sistema di carte V Pay compete con Maestro, circuito di debito di proprietà di MasterCard.
Le carte V Pay non possono essere usate in assenza del sistema Chip e PIN, questo ha limitato la sua accettazione nei Paesi e mercati che usano quel tipo di sistema.
A differenza della carta di debito Maestro, che è diffusa e accettata a livello internazionale, V Pay è stata progettata appositamente per il mercato europeo e non è accettata al di fuori dei paesi SEPA ad eccezione di Russia, Israele e Turchia.